# Molotov Jive
Pour les articles homonymes, voir Molotov (homonymie).
Molotov Jive est un groupe suédois de rock indépendant, originaire de Karlstad. Il est influencé par les Beatles, The Clash, The Kinks, The Libertines et The Who.

## Historique
Le groupe est formé en 2003 à l'origine sous le nom de Moloko Jive. Il est composé de quatre membres : Anton Annersand (auteur, chanteur et guitare), Anders Wennberg (basse et chœur), Johan Hansson (batterie et chœur) et Oskar Olofsson (guitare principale). 
Le groupe compte trois vidéos musicales : The Luck You Got, Made in Spain, et Weight (Off My Shoulder). Le clip de The Luck You Got contient des extraits de concerts et des membres du groupe faisant du patinage artistique à New York. C'est la plus « artisanale » des trois. Made in Spain est tournée à Barcelone (Espagne), et montre le groupe jouant le morceau sur une des plages de la ville. Les quatre garçons sont habillés en « pilotes » et marchent dans les rues de Barcelone. Weight (Off My Shoulder) est tournée en studio, et l'on peut voir autour du groupe en train de chanter un grand nombre de personnes, qui, selon le chanteur Anton Annersand, sont des gens proches.
En 2005, le groupe signe au label indépendant, Bonnier Amigo. Il y publie son premier album studio, intitulé When It's Over I'll Come Back Again, en 2006. L'album est enregistré entre 2005 et 2006 aux studios Decibel Studio et Shortlist Analogue, à Stockholm. Molotov Jive fait ensuite la première partie de Sugarplum Fairy, en Allemagne. Une nouvelle édition de l'album When It's Over I'll Come Back Again est annoncée pour le 26 octobre 2007, avec la vidéo de The Luck You Got et des chansons live. Ils jouent également la même année, en soutien aux Arctic Monkeys, pendant leurs dates suédoises.
Au printemps 2011, Molotov Jive part en Amérique du Nord pour travailler avec Sylvia Massy (Tool, System of a Down, Johnny Cash et Rick Rubin) sur leur troisième album, intitulé Storm. L'album est enregistré aux Radiostar Studios en Californie pendant cinq semaines. Storm est publié le 5 mars 2012, en vinyle et téléchargement au label Supernova Records.

## Membres
- Anton Annersand - chant
- Johan Hansson - batterie
- Oskar Oloffson - guitare
- Anders Wennberg - basse